# Johann Heinrich Hottinger der Jüngere
Heinrich Hottinger der Jüngere (auch Johann Henrich Hottinger; * 5. Dezember 1681 in Zürich; † 7. April 1750 in Heidelberg) war ein Schweizer reformierter Theologe, Orientalist und Hochschullehrer.

## Leben
Hottinger war Enkel des Theologen Johann Heinrich Hottinger der Ältere (1620–1667) und Sohn des Orientalisten Heinrich Hottinger (1647–1692). Er war ab 1695 Schüler am Collegium Humanitatis. Anschließend studierte er ab 1698 Sprachen, Philosophie und Theologie an den Hochschulen in Zürich, Genf und Marburg. Um seine Sprachkenntnisse zu vertiefen und rabbinische Literatur zu studieren, hielt er sich in Amsterdam und Leiden auf.
Hottinger wurde am 14. September 1704 als außerordentlicher Professor der Jüdischen Altertümer an die Universität Marburg berufen. Dort hielt er seine Antrittsvorlesung am 4. Dezember 1704, bevor er am 24. April 1705 auf die neue ordentliche Professur für Jüdische Altertümer befördert wurde. Er war 1708 Dekan der Philosophischen Fakultät. Am 18. April 1709 erhielt er die Erlaubnis, Vorlesungen der Theologie zu halten. Am 27. Januar 1710 wurde er vierter ordentlicher Professor der Theologie. 1710 war er Rektor der Universität, 1712 Dekan der Theologischen Fakultät. In Marburg gründete er ein reformiertes Waisenhaus. Er geriet aufgrund seiner theologischen Standpunkte in Streit mit seinen Kollegen der Theologischen Fakultät. Landgraf Karl von Hessen-Kassel bewog ihn dazu, weitere Rufe nicht anzunehmen, und erhöhte seine Vergütung. Aufgrund seiner Nähe zum Separatismus, in dem er unter anderem mit Samuel Heinrich König und Johann Henrich Reitz verbunden war, wurde er am 13. Februar 1717 aus dem Professorenamt entlassen. Anschließend nahm er einen Ruf als reformierter Prediger nach Frankenthal an.
Hottinger wurde 1721 Professor der Theologie an der Universität Heidelberg, 1740 erster Professor. 1723 erhielt er den Doktor der Theologie, außerdem wurde er Prediger an der Heidelberger Peterskirche. Ab 1741 war er mit der Inspektion des evangelischen Armenwesens der Stadt Heidelberg beauftragt. 1736 und 1748 leitete er als Rektor die Universität, von 1724 bis 1749 war er zweijährlich Dekan der Theologischen Fakultät.
Sein Onkel war der Theologe Johann Jakob Hottinger.

## Werke (Auswahl)
- Kevôd šem y"y be-aḥarît hay-yāmîm Sive Gloria Nominis Jehovae Sub Novo Testamento. Kürsner, Marburg 1711.
- Typus doctrinae christianae seu integrum systema didacticum. 1714.
- Theologia morum generalis. 1715.
- Leichte und gesunde Kinder-Speiß: Oder Erste Anfänge Der Lehre der Wahrheit nach der Gottseligkeit. Zu Besserer Anleitung den Anfängern im Christenthum, Meistens in kurtzen Fragen und Antworten vorgestellet. Haug, Itzstein 1722.
- Christliches Manual oder Kurtze Anleitung, wie ein Christ den ganzen Tag vor Gott wandeln soll. Regelein, Büdingen 1724.
- Typus studiosi theologiae sive methodus studii theologici tradens eius scopum, principium, summam, partes & media. Imhoff, Basel 1738.
- Lazarus oder christlicher Unterricht von den Pflichten der Armen. Frankfurt am Main 1740.